# Artur Gajek
Artur Gajek (Bergisch Gladbach, 18 aprile 1985) è un ex ciclista su strada tedesco, professionista dal 2006 al 2010.

## Carriera
Corridore con caratteristiche da velocista, durante la carriera professionistica si è imposto in tre occasioni, tutte nella stagione 2006. Al termine dell'annata 2010, che ha visto il Team Milram chiudere i battenti, non riesce a trovare un accordo con altre società, ritirandosi dal professionismo.

## Palmarès
- 2006 (Team Wiesenhof Akud, due vittorie)

Rund um den Sachsenring
Omloop van het Houtland

### Altri successi
- 2006 (Team Wiesenhof Akud)

1ª tappa Vuelta a Tenerife (Cronosquadre, Guamasa > Guamasa)

## Piazzamenti

### Grandi Giri
- Vuelta a España

2008: ritirato (14ª tappa)